# Phumeworapol Wannabutr
Phumeworapol Wannabutr (thailändisch ภูมิวรพล วรรณบุตร; * 14. Oktober 2004) ist ein thailändischer Fußballspieler.

## Karriere

### Verein
Phumeworapol Wannabutr erlernte das Fußballspielen in der Jugend des Erstligisten Buriram United. Hier unterschrieb er am 1. Januar 2022 seinen ersten Vertrag. Anfang August 2023 wechselte er auf Leihbasis zum Zweitligisten Customs United FC. Sein Zweitligadebüt für den Klub aus Samut Prakan gab Wannabutr am 5. November 2023 (11. Spieltag) im Heimspiel gegen den Nakhon Si United FC. Bei der 1:2-Heimniederlage stand er in der Startelf und spielte die kompletten 90 Minuten. Am Ende der Saison 2023/24 belegte er mit dem Klub den vorletzten Tabellenplatz und musste somit in die dritte Liga absteigen. Nach dem Abstieg kehrte er im Sommer 2024 nach Buriram zurück. Mit dem U23-Team von Buriram nahm er 2024 an der U23-Meisterschaft teil. Hier belegte man am Ende der Spielzeit den zweiten Tabellenplatz. Im Sommer 2025 wechselte er auf Leihbasis zum Zweitligaaufsteiger Rasisalai United FC.

### Nationalmannschaft
Phumeworapol Wannabutr gab sein Debüt in der thailändischen U23-Nationalmannschaft am 22. März 2025 in einem Freundschaftsspiel gegen Katar. Bei der 2:1-Niederlage im Abdullah-bin-Khalifa-Stadion wurde er nach der Halbzeitpause für Sirassawut Wongruankhum eingewechselt.

## Erfolge
Buriram United U23
- Thailändischer U23-Vizemeister: 2024